# 阿魯剌惕
阿魯剌惕（羅馬化：Arlāt，羅馬化：Arlāt，见《史集》），《元史》又作阿儿剌，是尼倫蒙古中一個部落，現在是內蒙古鄂爾多斯达尔扈特人和裕固族中一組成部落。
阿魯剌惕氏族从斡罗纳儿部派生而来，同样源自斡罗纳儿部的氏族还有晃豁坛、乞里克讷惕（斡罗纳儿·乞里克讷惕，Uryaud Kilinkut）。各种史料一致称阿魯剌惕氏源自斡罗纳儿部，但关于斡罗纳儿部的起源，不同史料的记载存在显著差异。在蒙古部中，传说始祖孛端察儿的血缘后裔构成的统治氏族被称为 “尼伦”，非孛端察儿血缘的被统治氏族称为 “迭儿列勤”，二者有严格区分。对于斡罗纳儿部的记载存在矛盾 ：《元朝秘史》将其归为尼伦，而《史集》则将其列为迭儿列勤。
《蒙古秘史》（《元朝秘史》）談到孛儿只斤氏海都汗的幼子抄真・斡儿帖该是阿魯剌惕部的祖先，抄真·斡儿帖该的后代派生出斡罗纳儿、晃豁坛、阿儿剌、雪你惕、格尼格思等诸多氏族。而波斯歷史學家拉施德丁在他的《史集》中寫道，斡罗纳儿部落的祖先有三個兄弟：晃豁坛、阿魯剌惕和乞里克讷惕，從中形成了三個部落，非孛端察儿血缘。抄真·斡儿帖该的子孙仅被列为昔只兀氏、斡儿帖该氏，《史集》称 “阿儿剌” 的词源意为 “孝顺父母者”。
阿魯剌惕在12世紀是泰赤烏部一部分，居住在肯特山和斡難河上游。阿魯剌惕原本并非大部落，成吉思汗崛起前的活动几乎无记载。出身該部的博爾朮是鐵木真的朋友，他年轻时侍奉成吉思汗，成为其心腹，為建立大蒙古國投入了大量的精力和勞動。他被任命为 “右手万户长”，统辖成吉思汗直属的右翼军，此后博尔术的后裔世代世袭右翼军统领与怯薛（亲卫队）长官之职。在元朝，博尔术家族的特权地位得以延续，因投下领地广平路而被授予广平王爵位。广平王爵世代相传，直至元末，阿魯剌惕部始终保持繁荣。在十三世紀下半葉，當成吉思汗陵建立後，博爾朮的後裔被賦予了執行祭祀儀式和守衛聖地的職責。從那時起，伊金霍洛旗的达尔扈特人就是他們的主要後裔（另一說清代蒙古阿魯特氏為其後裔）。

## 阿魯剌惕部博爾朮家
- 納忽伯顔（Naqu Bayan）
  - 右翼万户長 孛斡儿出（Bo'orču，بورچى نويان/būrchī nūyān）
    - 右翼万户長 孛欒台（Boroldai，بورالتای/būrāltāī）
      - 西方大将 班里赤（Balčiq，بالجیق/bāljīq）
      - J̌irqamiš（J̌irqamiš，جیرقامیش/jīrqāmīsh）
      - 御史大夫 玉昔帖木儿（Üz temür，اور تیمور/ūz tīmūr）
        - 广平王 木剌忽（Mulaq）
          - 广平王 阿鲁图（Arqtu）

        - 万户長 脱憐（To'oril）
        - 御史大夫 脱脱哈（ ）
        - 知枢密院事 紐的該（Ni'udegei）

    - 阿朮魯（Aǰul Noyan，اجل نویان/ājul nūyān）
    - El temür（El temür，یل تمور/īltimūr）

  - 斡闊烈闍里必（Ögele Čerbi ，اوکلا جربی/ūkla jarbī）